# Electrophaes glaucata
Electrophaes glaucata là một loài bướm đêm trong họ Geometridae.